# Grébault-Mesnil

Grébault-Mesnil este o comună în departamentul Somme, Franța. În 1 ianuarie 2022 avea o populație de 205 de locuitori.